# Podagrion helictoscela
Podagrion helictoscela är en stekelart som först beskrevs av Masi 1926.  Podagrion helictoscela ingår i släktet Podagrion och familjen gallglanssteklar. Inga underarter finns listade i Catalogue of Life.